# 앤 파우스토-스털링
앤 파우스토-스털링(Anne Fausto-Sterling)은 미국의 성과학자이다.

## 활동
스털링의 어머니 도로시 스털링(Dorothy Sterling)은 미국의 역사학자이다.

그는 1993년 The Five Sexes라는 글을 발표하여 젠더 체계 대신 생물학적 성별이 5개로 나뉜다고 주장했다. 수컷(male), 암컷(female), 남성 거짓남녀중간몸증(merm), 여성 거짓남녀중간몸증(ferm), 남녀한몸(herm).
2000년 저서 몸의 성별화(Sexing the Body: Gender Politics and the Construction of Sexuality)를 발표했다.
2004년 같은 여성인 폴라 보글과 결혼했다.